# Lorenzo Daniel
Lorenzo Daniel (23 maart 1966) is een voormalige Amerikaanse sprinter, die was gespecialiseerd op de 200 m.
Hij genoot met name bekendheid vanwege het neerzetten van de beste wereldjaarprestatie in 1985 op de 200 m. Deze prestatie van 20,07 seconden behaalde hij op 18 mei 1985 tijdens een wedstrijd in Starkville. In 1994 won hij de Universiteitskampioenschappen op de 200 m.

## Titels
- NCAA kampioen 200 m - 1994

## Persoonlijke records
Outdoor
| Onderdeel | Prestatie | Datum       | Plaats    |
| --------- | --------- | ----------- | --------- |
| 100 m     | 10,08 s   | 17 mei 1986 | Knoxville |
| 200 m     | 19,87 s   | 3 juni 1988 | Eugene    |

Indoor
| Onderdeel | Prestatie | Datum            | Plaats      |
| --------- | --------- | ---------------- | ----------- |
| 200 m     | 20,89 s   | 14 februari 1988 | Gainesville |
| 300 m     | 32,67 s   | 1 maart 1987     | Gainesville |